# Kvadkopter
Kvadkópter ali kvadrótor je helikopter, ki ima štiri rotorje. Dva rotorja se vrtita v eno smer, dva pa v drugo. Manjši (brezpilotni) kvadkopterji imajo rotorje z nespremenljivim (fiksnim) vpadnim kotom krakov, krmiljenje se doseže s spreminjanjem hitrosti vrtenja posameznih rotorjev. Večji, s človeško posadko, kot npr. Bell Boeing Quad TiltRotor, bi uporabljali rotorje, pri katerih se da spreminjati vpadni kot krakov. Krmiljenje se doseže s spreminjanjem vpadnega kota posameznih rotorjev. 